# صانتييه (مترو باريس)
صانتييه (بالفرنسية: Sentier)‏ هي محطة مترو تابعة لمترو باريس تقع في فرنسا في الدائرة الثانية في باريس.[بحاجة لمصدر]